# Пета изложба УЛУС-а (1947)
Пета изложба УЛУС-а (1947) је трајала у периоду од 29. новембра до 29. децембра 1947. године. Одржана је у галеријском простору Удружења ликовних уметника Србије односно у Уметничком павиљону "Цвијета Зузорић", у Београду.

## Оцењивачки одбор
Чланови оцењивачког одбора:
1. Боривоје Стевановић
2. Сретен Стојановић
3. Љубица Сокић
4. Ђорђе Андрејевић-Кун
5. Винко Грдан
6. Иван Радовић
7. Ђорђе Теодоровић
8. Стеван Боднаров

## Излагачи
Уметници чији су радови представљени на овој изложби су:
1. Вандерфер Анеке
2. Анте Абрамовић
3. Градимир Алексић
4. Ђорђе Андрејевић Кун
5. Даница Антић
6. Милош Бабић
7. Милош Бајић
8. Михаил Беренђија
9. Никола Бешевић
10. Петар Бибић
11. Јован Бијелић
12. Ђорђе Бошан
13. Боса Валић Јованчић
14. Аделина Влајнић Бакотић
15. Живојин Влајнић
16. Бета Вукановић
17. Живан Вулић
18. Милош Вушковић
19. Слободан Гавриловић
20. Недељко Гвозденовић
21. Драгомир Глишић
22. Милош Голубовић
23. Никола Граовац
24. Винко Грдан
25. Боривој Грујић
26. Дана Докић Атанацковић
27. Радмила Ђорђевић
28. Никола Живковић
29. Божа Илић
30. Јово Јанда
31. Гордана Јовановић
32. Младен Јосић
33. Вера Јосифовић
34. Првослав Караматијевић
35. Илија Коларовић
36. Јарослав Кратина
37. Лиза Крижанић
38. Енвер Крупић
39. Александар Кумрић
40. Иванка Лукић
41. Светолик Лукић
42. Предраг Милосављевић
43. Светислав Младеновић
44. Љубиша Наумовић
45. Миливој Николајевић
46. Лепосава Павловић
47. Јефто Перић
48. Михаило Петров
49. Зора Петровић
50. Јелисавета Петровић
51. Миодраг Петровић
52. Бранко Пешић
53. Ђорђе Поповић
54. Зора Поповић
55. Мирко Почуча
56. Миораг Протић
57. Иван Радовић
58. Ђуро Радоњић
59. Милан Радоњић
60. Фрањо Радочај
61. Душан Ристић
62. Љубица Сокић
63. Мартин Соларжик
64. Бранко Станковић
65. Вељко Станојевић
66. Боривоје Стевановић
67. Живко Стојсављевић
68. Светислав Страла
69. Иван Табаковић
70. Ђурђе Теодоровић
71. Стојан Трумић
72. Вера Ћирић
73. Милорад Ћирић
74. Јелена Ћирковић
75. Коста Хакман
76. Сабахадин Хоџић
77. Антон Хутер
78. Милица Чађевић
79. Александар Челебоновић
80. Јадвига Четић
81. Милан Четић
82. Вера Чохаџић Радовановић
83. Миленко Шербан
84. Илија Шобајић

### Пластика
1. Градимир Алексић
2. Милан Бесарабић
3. Стеван Боднаров
4. Марко Брежанин
5. Дарослава Вијоровић
6. Лојзе Долинар
7. Никола Јанковић
8. Милован Крстић
9. Живорад Михајловић
10. Петар Палавичини
11. Владета Петрић
12. Славка Петровић Средовић
13. Тома Росандић
14. Ристо Стијовић
15. Сретен Стојановић
16. Марин Студин
17. Радивој Суботички
18. Михајло Томић